# 서부긴혀박쥐
서부긴혀박쥐(Glossophaga morenoi)는 주걱박쥐과(신세계잎코박쥐류)에 속하는 박쥐의 일종이다. 멕시코의 토착종이다.

## 특징
작은 박쥐로 몸통 길이가 52~58mm이고 전완장이 32~36mm, 꼬리 길이가 5~11mm이다. 발 길이는 10~11m, 귀 길이는 13~15mm이고 몸무게는 최대 9g이다. 등 쪽 털은 갈색을 띠지만 배 쪽은 밝은 갈색부터 회색빛 노랑까지 다양하다. 주둥이는 가늘고 길다. 잎코는 작은 피침형 모양이다. 핵형은 2n=32, FNa=60이다.

## 생태
동굴 속과 나무 구멍, 관개 수로, 우물, 건물 벽 등에 은신한다. 3월에 새끼를 밴 암컷과 5월에 젖을 먹이는 암컷이 포획된다.

## 분포 및 서식지
멕시코 남서부의 미초아칸주부터 치아파스주 지역까지 널리 분포한다. 해발 최대 1,500m 이하 지역의 소나무와 참나무, 가시 덤불의 건조 혼합림에서 서식한다.

## 아종
3종의 아종이 알려져 있다.
- G. m. morenoi - 멕시코 오아하카주 서부
- G. m. brevirostris (Webster & Jones, 1984) - 멕시코 미초아칸주와 푸에블라주, 게레로주, 모렐로스주
- G. m. mexicana (Webster & Jones, 1980) - 멕시코 오아하카주 동부, 치아파스주